# 学生站
學生站（羅馬化：Studencheskaya）是莫斯科地鐵的一個車站，位於基輔站的西側。學生站是菲利線的車站，開通於1958年11月7日。

## 外部連結
- metro.ru（页面存档备份，存于）
- mymetro.ru
- KartaMetro.info — Station location and exits on Moscow map (English/Russian)